# Paletå
Paletå är en äldre typ av överrock som används både till vardags och vid högtider. Den är rakt skuren eller svagt inskuren efter kroppsformen, saknar skärp och slejf i ryggen. Ärmen är rak och saknar slag, och rocken är dubbelknäppt. Paletån började brukas på 1830-talet. Även damkappor har ibland skurits i paletåsnitt.
Vardagspaletån är av grövre tyg och oftast ofärgad. Till festligare tillfällen används finare färgat tyg. En paletå är längre än en jacka men kortare än en rock.
Paletåärm är en halvvid, rak rockärm utan slag.